# 戸田大貴
戸田 大貴（とだ ひろき）は、日本の漫画家。
2018年に『まんがタイムきららMAX』（芳文社）で「委員長のノゾミ」の連載を開始。2025年から『COMIC FUZ』（芳文社）で「彼女管理中につき」を連載中（2025年6月現在）。

## 来歴
2018年8月号から9月号まで『まんがタイムきららMAX』でゲスト掲載された後、同年11月号から正式連載を開始した「委員長のノゾミ」で初の連載作品となった。同作は2020年10月号まで連載され、芳文社のまんがタイムKRコミックスレーベルから全2巻で単行本が刊行された。
2022年8月12日から2023年5月12日まで、『コミックブシロードWEB』（ブシロードクリエイティブ）で「プリマドール 〜ようこそ黒猫亭へ〜」を連載。同作はVISUAL ARTS/Key/バイブリーアニメーションスタジオによるメディアミックスプロジェクト『プリマドール』のテレビアニメ版公式コミカライズ作品である。連載版は全10話で電子配信され、2023年7月26日には『プリマドール 〜ようこそ黒猫亭へ〜』（ブシロードコミックス）が単行本として刊行された。
2025年6月28日からは『COMIC FUZ』（芳文社）で「彼女管理中につき」の連載を開始した。
漫画家としての活動と並行し、漫画家アシスタントキャラクターのVTuber「丹羽にわこ」としても配信活動を行っており、自著にもアシスタントとして記載されている。また、2021年ごろに尿管結石を患った経験から、2023年以降毎年夏季にXで水分摂取の重要性を呼びかける活動を継続して行っており、多くの反響を得ている。

## 作品リスト

### 連載
- 委員長のノゾミ（『まんがタイムきららMAX』2018年8月号 - 9月号〈ゲスト掲載〉、2018年11月号[14] - 2020年10月号）
- プリマドール 〜ようこそ黒猫亭へ〜（『コミックブシロードWEB』2022年8月12日 - 2023年5月12日）
- 彼女管理中につき（『COMIC FUZ』2025年6月28日[15] - ）

### 読み切り
- 野クル、ウィーチューバーになる（『ゆるキャン△アンソロジーコミック』2020年[16]） - 『ゆるキャン△』のアンソロジー寄稿作品。
- 大食いチャレンジ（『ぼっち・ざ・ろっく！アンソロジーコミック2』2023年[17][18]） - 『ぼっち・ざ・ろっく！』のアンソロジー寄稿作品。

### 書籍
- 『委員長のノゾミ』、芳文社〈まんがタイムKRコミックス〉2019年 - 2020年、全2巻
  1. 2019年8月27日発売[19][20]、ISBN 978-4-8322-7114-2
  2. 2020年9月25日発売[20]、ISBN 978-4-8322-7215-6
- 『プリマドール 〜ようこそ黒猫亭へ〜』、KADOKAWA〈ブシロードコミックス〉2023年、全1巻[21]